# Богданов, Иван Иванович
Иван Иванович Богданов (20 марта 1917, Западнодвинский район, Тверская область — 26 марта 1997) — советский военный, государственный и политический деятель, генерал-майор. Участник Великой Отечественной войны

## Биография
Иван Иванович Богданов родился в 20 марта 1917 года в Западнодвинском районе Тверской области. Член КПСС.
С 1936 года — на военной службе, общественной и политической работе. В 1936—1971 годах — сотрудник особого отдела НКВД Калининского военного округа, участник Великой Отечественной войны, участник борьбы с украинским националистическим подпольем, заместитель начальника отдела «О» МГБ Украинской ССР, заместитель начальника УМГБ по Львовской области, заместитель начальника УНКВД по Львовской области, заместитель министра внутренних дел Украинской ССР, начальник Управления КГБ по Запорожской области.
Делегат XXII, XXIII и XXIV съездов КПСС.
Иван Иванович Богданов умер 26 марта 1997 года в Запорожье.